# Translanguaging
Translanguaging ist ein Begriff, der sich auf verschiedene Aspekte der Mehrsprachigkeit beziehen kann. Er kann die Art und Weise beschreiben, wie Zwei- und Mehrsprachige ihre sprachlichen Ressourcen nutzen, um die Welt um sie herum zu verstehen und mit ihr zu interagieren. Er kann sich auch auf einen pädagogischen Ansatz beziehen, bei dem in einer Unterrichtsstunde mehr als eine Sprache verwendet wird. Der Begriff "Translanguaging" wurde in den 1980er Jahren von Cen Williams (auf Walisisch als trawsieithu verwendet) in seiner unveröffentlichten Dissertation mit dem Titel “An Evaluation of Teaching and Learning Methods in the Context of Bilingual Secondary Education” geprägt. Williams verwendete den Begriff, um die Praxis zu beschreiben, zwei Sprachen in derselben Unterrichtsstunde zu verwenden, was sich von vielen früheren Methoden des zweisprachigen Unterrichts unterschied, bei denen versucht wurde, die Sprachen nach Klasse, Uhrzeit oder Tag zu trennen. Außerdem argumentierten Vogel und Garcia, dass die Theorie des Translanguaging davon ausgeht, dass zwei- und mehrsprachige Sprecher nicht über zwei oder mehr autonome Sprachsysteme verfügen, wie zuvor bei der Beschreibung zwei- oder mehrsprachiger Sprecher angenommen, sondern dass diese ihre Sprachen aus einem einheitlichen linguistischen Repertoire auswählen und einsetzen. Die Verbreitung des Begriffs und des verwandten Konzepts gewann jedoch Jahrzehnte später an Bedeutung, was zum Teil auf veröffentlichte Forschungsarbeiten von Ofelia García und anderen zurückzuführen ist. In diesem Kontext ist Translanguaging eine Erweiterung des Konzepts des Languaging, der diskursiven Praktiken von Sprachsprechern, allerdings mit dem zusätzlichen Merkmal, mehrere Sprachen, oft gleichzeitig, zu verwenden. Es handelt sich um einen dynamischen Prozess, bei dem mehrsprachige Sprecher durch den strategischen Einsatz mehrerer Sprachen komplexe soziale und kognitive Anforderungen bewältigen.
Translanguaging umfasst Fragen der Sprachproduktion, der effektiven Kommunikation, der Funktion von Sprache und der Denkprozesse, die dem Sprachgebrauch zugrunde liegen. Translanguaging ist ein Ergebnis des Bilingualismus. Der Begriff wird häufig in einem pädagogischen Kontext verwendet, kann aber auch auf jede Situation angewendet werden, die mehrsprachige Sprecher erleben, die die meisten Sprachgemeinschaften der Welt ausmachen. Dazu gehören komplexe sprachliche Familiendynamiken und die Verwendung von Code-Switching und wie diese Verwendung mit dem Verständnis der eigenen Mehrsprachigkeit zusammenhängt.

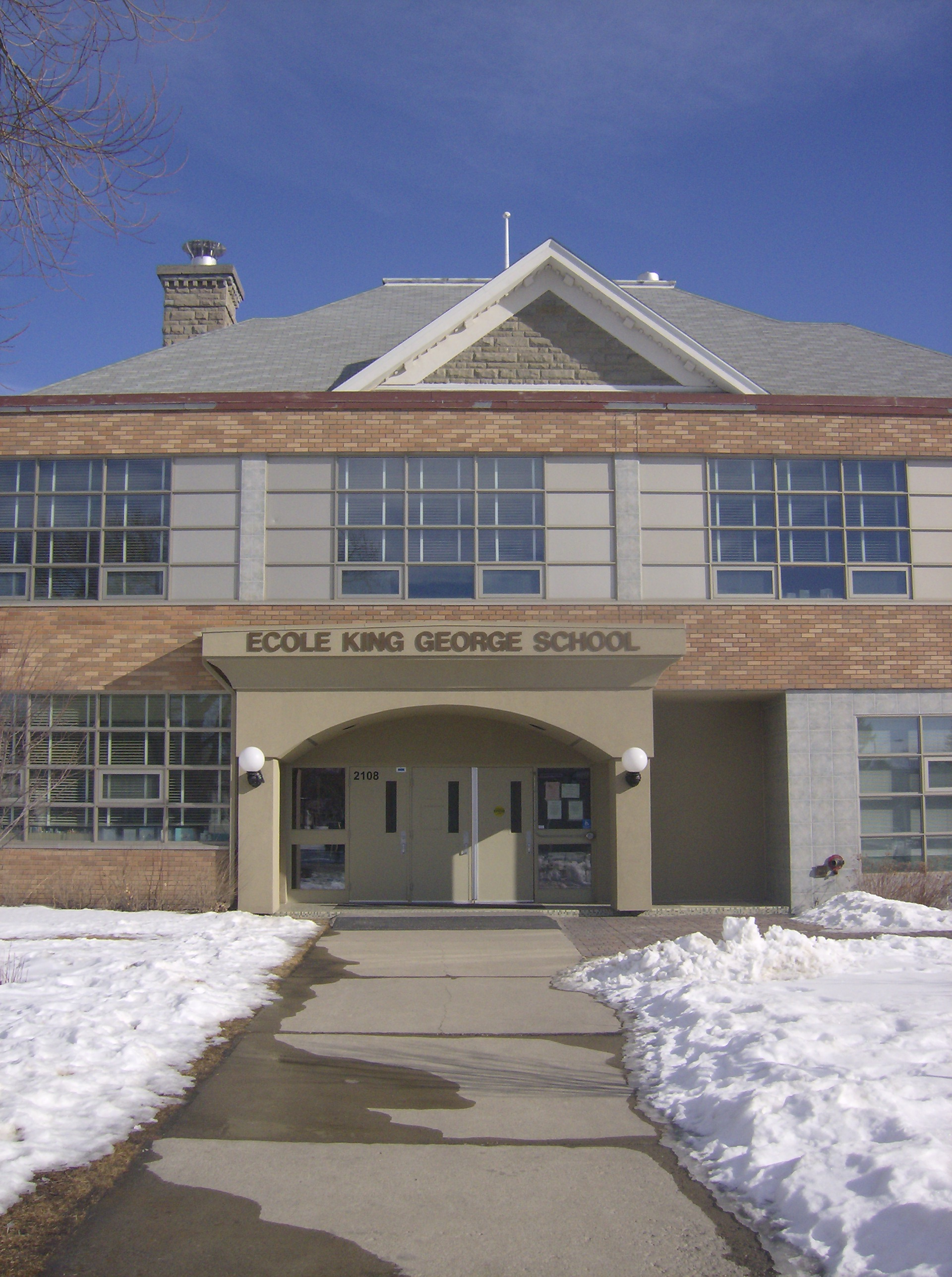
Die Türen der King George School in Calgary. Sie begann 1912 als reguläre englische Nachbarschaftsschule, wurde 1987 zu einer zweisprachigen englisch-französischen Schule und wurde 2002 zu einer einsprachigen französischsprachigen Immersionsschule.

## Geschichte
Archäologische Funde deuten darauf hin, dass zweisprachiger Unterricht mindestens 4000–5000 Jahre zurückreicht. Während sich die meisten modernen Forschungsarbeiten zum zweisprachigen Unterricht auf das späte 20. Jahrhundert konzentrieren, gibt es auch Untersuchungen, die belegen, dass sowohl Griechisch als auch Latein von römischen Aristokraten gelernt wurden. In den 1960er und 1970er Jahren entstanden in ganz Europa und Nordamerika moderne zweisprachige Bildungssysteme, wie zum Beispiel das Französischunterrichtssystem in Kanada.
Die Ideologie hinter Translanguaging entstand aus der Entwicklung mehrsprachiger Lehrmethoden, insbesondere der von Englisch als Zweitsprache (englisch Teaching English to Speakers of Other Languages – TESOL) geförderten Methoden, einer internationalen Vereinigung zur Verbesserung der Qualität des Englischunterrichts. Zu Beginn des zweisprachigen Unterrichts in den USA stand die Sprache im Vordergrund und das Erlernen der schriftlichen Sprache wurde vernachlässigt. Der Zweitsprachenunterricht der 1960er und 1970er Jahre nutzte stark mündlich-auditive Übungen, und die schriftlichen Teile des Kurses waren mimetisch und auf Wiederholung ausgerichtet, und Struktur, Form, Syntax und Grammatik hatten für die Lernenden Priorität. In diesem System lag der Fokus nicht auf dem tatsächlichen Sprachgebrauch, was zu einem Mangel an Wissen darüber führte, wie Sprache und Kommunikation in der Praxis funktionieren.
In den späten 1970er und 1980er Jahren verlagerte sich der Fokus im Zweitsprachenunterricht auf die Bedeutung von Kommunikation und Sprachgebrauch für die Teilnahme an bestimmten Diskursgemeinschaften. Die Betonung des Sprachenlernens als Mittel zum Eintritt in eine Diskursgemeinschaft war jedoch auch problematisch, da die Schüler dadurch gezwungen wurden, ihre eigenen Sprachpraktiken aufzugeben, um praktizierende Mitglieder der neuen Diskursgemeinschaften zu werden.
Translanguaging wurde erstmals in den 1980er Jahren in Bangor als Forschungsschwerpunkt entwickelt. Es basiert auf der Idee von François Grosjean, dass Zweisprachige nicht zwei Einsprachige in einer Person sind. Cen Williams und seine Kollegen erforschten Strategien, um in einer Unterrichtsstunde sowohl Walisisch als auch Englisch zu verwenden. Cen Williams walisischer Begriff trawsieithu wurde von ihrem Kollegen Colin Baker als translanguaging ins Englische übersetzt.

## Wichtige Debatten
Ein wichtiges Argument gegen die Einbeziehung von Translanguaging in akademische Kontexte ist die Vorstellung, dass Sprecher des Internationalen Englisches aufgrund der enormen Vielfalt der gesprochenen Englischarten Schwierigkeiten hätten, miteinander zu kommunizieren. Befürworter der Translanguaging-Pädagogik behaupten jedoch, dass Missverständnisse zwischen Sprechern des Internationalen Englisch, die Translanguaging praktizieren, nicht häufig sind und dass Missverständnisse zwischen Sprechern, wenn sie dennoch auftreten, schnell durch andere Verhandlungsmethoden gelöst werden können. Befürworter argumentieren, dass Sprecher des Internationalen Englisch relativ leicht kommunizieren können, da sie über eine Vielzahl von Werkzeugen verfügen, um die Sprachvarietäten, mit denen sie sich beschäftigen, zu verstehen.
Einige Wissenschaftler fordern die Entwicklung von Korpora „nichtstandardisierter“ englischer Varietäten, um das Studium der Translanguaging-Forschung zu unterstützen.
Barbara Seidlhofer argumentiert, dass Spracherwerbsprogramme nicht mit der Absicht lehren sollten, Muttersprachlerkompetenz zu erreichen, sondern dass sie „das sich abzeichnende realistische Ziel Interkultureller Kompetenz annehmen sollten, dass durch eine Mehrsprachigkeit erreicht wird, die internationales Englisch integriert, anstatt es auszugrenzen“. Diese pädagogische Strategie erfordert Translanguaging als Mittel, um eine solche Mehrsprachigkeit zu erreichen. Für Seidlhofer wäre die Einbeziehung solchen internationalen Englisch in Bildungssysteme für Zweitsprachenlerner vorteilhafter als die derzeit vorherrschenden Spracherwerbspädagogiken, die standardmäßige amerikanische und britische Varianten des Englischen betonen. Da das Erreichen des Status eines Muttersprachlers ohne jahrelanges Lernen fast unmöglich ist, bietet Translanguaging den Schülern die Möglichkeit, eine Sprache in einem unterstützenderen Umfeld zu lernen, und fördert ihren Spracherwerb in allen Varianten, anstatt die Teilnahme an und den Erwerb einer einzigen vorherrschenden Variante zu erzwingen.
Befürworter einer Entkolonialisierung der englischen Sprache argumentieren, dass das Festhalten an bestimmten Varietäten des Englischen als den einzig legitimen Varietäten für Spracherwerb eine Praxis ist, die destruktive koloniale Einstellungen gegenüber nicht-englischen Sprachen und den englischen Varietäten ihrer Sprecher aufrechterhält. Die Einbeziehung von Translanguaging ist ein Mittel, durch das eine solche Entkolonialisierung der englischen Sprache erfolgen könnte. Auf diese Weise würde die Dezentralisierung dieser bestimmten dominanten Varietäten des Englischen dazu beitragen, die Verwendung „nicht standardisierter“ englischer Varietäten auf Bildungsebene zu legitimieren.
Darüber hinaus argumentierte Suresh Canagarajah, dass Translanguaging es Schülern ermöglicht, Bedeutungen zu verwenden und auszuhandeln, indem sie zur Kommunikation Sprachformen verwenden. Er glaubte daher, dass das Konzept mehrsprachige Sprecher und Schreiber dazu befähigt, bescheiden, aufgeschlossen und sich der Sprachenhegemonie bewusst zu sein. Eine weitere Befürworterin des Translanguaging ist April Baker-Bell, die argumentierte, dass das afroamerikanische Englisch sich vom amerikanischen Englisch unterscheide. Außerdem argumentierte sie, dass afroamerikanische Schüler, wenn man ihnen Code-Meshing erlaubt, sich nicht in die weiße Mainstream-Kultur assimilieren und dies ihr Verständnis für die falsche Darstellung ihrer Kultur und Sprache verbessern könnte. Einige Kompositionswissenschaftler betrachten Translanguaging als die kommunikative Realität globaler Bürger und als solche als wesentlich für die investigativen und pädagogischen Entscheidungen von Kompositionswissenschaftlern. Andere Linguisten haben sich gegen die Verwendung der Erstsprache oder „L1“ im Zweitsprachenunterricht (L2) ausgesprochen, da sie argumentieren, dass die Verwendung der Erstsprache negative Auswirkungen auf das Lernen der L2 hätte. Ihre Begründung ist, dass die Schüler weniger mit der Zielsprache in Berührung kommen und weniger Gelegenheiten haben, die L2 zu hören und zu sprechen. Daher unterstützen sie den Ansatz, der die L1 ausschließt, und schlagen vor, dass die L2 die einzige Sprache sein sollte, die zweisprachigen Schülern beigebracht wird.
Wissenschaftler argumentieren, dass Translanguaging eine Emanzipation von den ungünstigen Zweitspracherwerbspädagogiken des 20. Jahrhunderts darstellt. Sie glauben, dass Translanguaging mehrsprachigen Schülern einen Vorteil innerhalb des Bildungssystems verschafft, weil es (1) ein gründlicheres Verständnis des Inhalts fördert; (2) die Entwicklung der schwächeren Sprache für zwei- oder mehrsprachige Sprecher unterstützt; (3) die Verbindung zwischen Elternhaus und Schule innerhalb des Sprachgebrauchs fördert; und (4) fließend Sprechende mit frühen Lernenden integriert und so den Sprachlernprozess beschleunigt.

## Translanguaging und Code-Switching
Die Beziehung zwischen Translanguaging und dem Konzept des Code-Switching hängt vom verwendeten Translanguaging-Rahmen ab. Es wurden mehrere Modelle entwickelt, um die kognitive Verarbeitung von Sprache und die Funktionsweise und Manifestation von Mehrsprachigkeit bei einem einzelnen Sprecher zu beschreiben. Das unitäre Modell des Translanguaging, das aus der Postmoderne in der Linguistik abgeleitet ist, betrachtet Code-Switching als ein vom Translanguaging getrenntes Phänomen. Dies liegt daran, dass das unitäre Modell Code-Switching als Modell dualer Kompetenz definiert, das davon ausgeht, dass die linguistischen Systeme eines Individuums getrennt und ohne Überschneidungen sind. Das Modell dualer Kompetenz des Code-Switching steht im direkten Gegensatz zum unitären Modell der Postmoderne, das davon ausgeht, dass ein Sprecher nur über ein einziges linguistisches System verfügt, wodurch Code-Switching mit Translanguaging unvereinbar ist. Andererseits vertritt das integrierte Modell des Translanguaging eine eher zentristische Position. Code-Switching wird dabei als ein Aspekt des Translanguaging neben anderen mehrsprachigen Aktivitäten wie dem Übersetzen betrachtet, da die internen Sprachsysteme eines Individuums als überlappend, aber nicht einheitlich angesehen werden.
Linguistische Postmodernisten erkennen Code-Switching nicht als Translanguaging an, da sie die Idee diskreter Sprachen an sich in Frage stellen, indem sie argumentieren, dass es sich bei ihnen um Erfindungen handelt, die im Zuge verschiedener kultureller, politischer oder sozialer Prozesse entstanden sind. Postmodernisten erkennen an, dass zwischen „Sprachen“ linguistische Unterschiede bestehen können, aber das Konzept einer „Sprache“ als abstrakte und unabhängige Einheit wird als soziales Konstrukt betrachtet. In Bezug auf die Translanguaging-Theorie argumentieren Postmodernisten, dass die sprachliche Kompetenz eines Individuums die Summe seiner individuellen Interaktionen mit anderen Sprechern und seines gesamten linguistischen Wissens ist. Jeder Mensch verfügt aufgrund seiner einzigartigen Sozialisationserfahrung über ein individuell ausgeprägtes sprachliches Repertoire oder Idiolekt. Das interne linguistische System wird als einheitlich betrachtet und umfasst alle grammatikalischen und lexikalischen Systeme. Daher können die diskreten Systeme sprachlicher Kompetenz, die durch Code-Switching entstehen, nicht als Teil des Translanguaging im unitären Modell betrachtet werden.
Das integrierte Modell nimmt eine Position ein, die näher an der Mitte der beiden Extreme sprachlicher Systeme liegt. Das Modell wurde aus Kritiken des Einheitsmodells entwickelt und geht davon aus, dass die Schlussfolgerungen der Postmodernisten eher das Produkt der Theorie als der sprachlichen Daten zur Mehrsprachigkeit seien. Das Modell geht davon aus, dass das interne Sprachsystem eines jeden Individuums aus diskreten lexikalischen Systemen für jede „Sprache“ und überlappenden grammatikalischen Systemen besteht, die phonetische, morphologische, phonologische und semantische Merkmale gemeinsam haben können. Man geht davon aus, dass sprachliche Systeme auf der sprachlichen Strukturierung jedes Systems beruhen und darauf, ob die Strukturierung mit oder ohne kognitive Differenzierung erfolgen kann. Das integrierte Modell konzeptualisiert dann Theorien zum Code-Switching als Aspekte des Translanguaging selbst, da sowohl das integrierte Modell zum Translanguaging als auch zum Code-Switching einige gemeinsame Merkmale und eine gewisse Unterscheidung zwischen kognitiven Sprachsystemen voraussetzt.

## Translanguaging in der Gehörlosenkultur
Translanguaging in der Gehörlosenkultur konzentriert sich auf sensorische Zugänglichkeit, da Translanguaging in der Gehörlosenkultur immer noch existiert; es unterscheidet sich nur vom Translanguaging bei nicht gehörlosen Sprechern. Translanguaging kann präskriptiv und deskriptiv verwendet werden und nutzt den gesamten sprachlichen Bereich eines Sprechers ohne Rücksicht auf die soziale und politische Sphäre der Sprachen. Es kann auch als Sprachpraxis zweisprachiger Sprecher angesehen werden. Ein anhaltendes Problem in der Gehörlosengemeinschaft ist der Vorstoß, Gebärdensprachen als Minderheitensprachen zu betrachten, da gehörlose Sprecher eine „sensorische Unzugänglichkeit zu gesprochenen Sprachen“ haben. Es gibt auch ein Problem des Zugangs zu Gebärdensprachen für gehörlose Kinder, da dieser Zugang für viele beeinträchtigt ist. Gehörlose Sprecher sind auch mit sensorischen Asymmetrien konfrontiert, und Theorien wie Translanguaging könnten den politischen Diskurs über Gebärdensprachenrechte gefährden, da Gebärdensprachen vor fünfzig Jahren nur als Gesten angesehen wurden, aber nicht als echte Sprachen. Da gehörlose Kinder eine Variation sowohl von Gebärden- als auch von gesprochenen Sprachen verwenden, teilen sie ähnliche Erfahrungen wie andere zweisprachige Kinder. Translanguaging in der Gehörlosengemeinschaft ist deshalb einzigartig, weil hier sowohl visuelle und gestische als auch gesprochene und geschriebene Sprachmodalitäten zum Einsatz kommen.
Translanguaging, wie es Dan Hoffman beschreibt, hilft gehörlosen Menschen beim Verständnis neuer Konzepte, indem es das, was jemand bereits weiß, mit dem verbindet, was er lernen möchte. So wurde beispielsweise in einer Studie von Swanwick aus dem Jahr 2015 festgestellt, dass Translanguaging sowohl beim Sprach- als auch beim Inhaltslernen hilft. In einer anderen Studie mit gehörlosen Lesern bat Ausbrooks gehörlose Personen, Translanguaging zu verwenden, während sie englische Texte lasen und diese in amerikanischer Gebärdensprache (ASL) erklärten. Sie entdeckten einen starken Zusammenhang zwischen dem Verständnis der Leser für englische Texte und ihren Fähigkeiten in ASL, einschließlich Wortschatz, Sprachstruktur und Bedeutung.

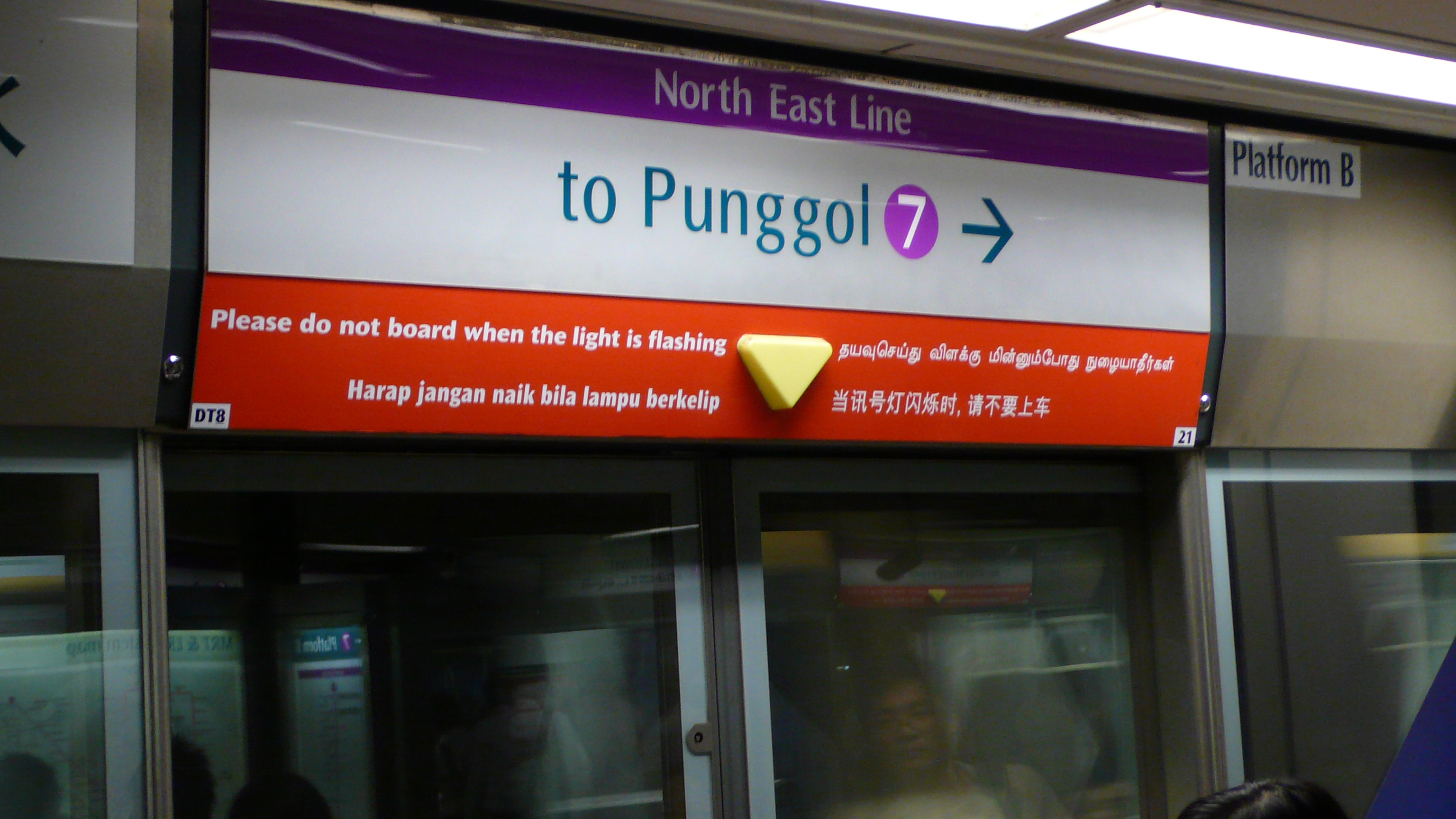
Mehrsprachiges Schild in Singapur in den Amtssprachen Englisch, Mandarin, Tamil und Malaiisch

## Internationales Translanguaging
Weltweit gibt es mehr Nicht-Muttersprachler als Muttersprachler des Englischen im Verhältnis 3:1. Durch den aktuellen Zustrom von Technologie und Kommunikation ist Englisch zu einer stark transnationalen Sprache geworden. So werden englische Varietäten und internationales Englisch zum Standardgebrauch im internationalen Wirtschaftsaustausch, was ihre Legitimität erhöht und die Dominanz der standardmäßigen amerikanischen und britischen Varietäten des Englischen verringert.

## Translanguaging-Räume
Wenn man im Kontext von Translanguaging an Raum denkt, ist dieser nicht unbedingt als physischer Raum zu betrachten, sondern eher als ein Raum im Kopf des mehrsprachigen Individuums. Durch die Prozesse des Translanguaging schaffen Individuen ihren eigenen Translanguaging-Raum. Davon abgesehen kann es viele verschiedene Translanguaging-Räume geben, die dann in einen größeren sozialen Raum integriert werden. Beispielsweise kann eine Universitätsumgebung einen besseren Translanguaging-Raum bieten, da dort die Studenten dort vielfältiger sind als an einer typischen High School – und damit ist das Leben des Individuums außerhalb des Klassenzimmers gemeint. Darüber hinaus können Mehrsprachige diesen sozialen Raum schaffen, in dem sie frei sind, alle Werkzeuge zu kombinieren, die sie gesammelt haben – angefangen von persönlicher Geschichte, Erfahrung und Umgebung, Einstellung, Glauben und Ideologie bis hin zu kognitiven und physischen Fähigkeiten – um eine koordinierte und bedeutungsvolle Leistung zu erbringen. Innerhalb des gebildeten Translanguaging-Raums gibt es keine Isolierung jeder einzelnen Sprache. Stattdessen bietet er eine Umgebung, in der alle Sprachen verschmelzen und völlig neue Ideen und Praktiken entstehen.
Mehrsprachige entwickeln in ihrem Translanguaging-Raum ständig neue Strategien, um ihre Sprachkenntnisse zu nutzen und in ihrem täglichen Leben und ihren Erfahrungen eine bestimmte Kommunikationswirkung zu erzielen. Wenn sie sich mit der Verwendung der beiden Sprachen vertraut machen, kann ihre Kreativität frei werden und die Sprachen verflechten sich auf eine Art und Weise, die nur in diesem spezifischen Translanguaging-Raum verstanden werden kann. So führt beispielsweise die Mischung aus Spanisch und Englisch in Miami, Florida, zu verschiedenen Translanguaging-Räumen. Die Vielfalt dieser Räume hängt von dem lateinamerikanischen Land ab, aus dem die Sprecher stammen, aufgrund der unterschiedlichen Dialekte, die dort existieren. In Miami hört man sehr oft "Spanglish", aber wenn jemand sowohl Spanisch als auch Englisch spricht, bedeutet das nicht unbedingt, dass die Verwendung bestimmter Ausdrücke, Wörter und Sätze verstanden wird.
Spanisch als Zweit- oder Fremdsprache verbindet translanguaging-Elemente, um das Verständnis und einen besseren Kommunikationsprozess zu erleichtern. Elemente aus verschiedenen Sprachen können verwendet werden, um ein solideres Verständnis der Ideen zu erzeugen und ihnen mehr Bedeutung zu verleihen. Lernende können bessere Antworten formulieren, indem sie Kenntnisse aus ihrer Erstsprache aufbauen.

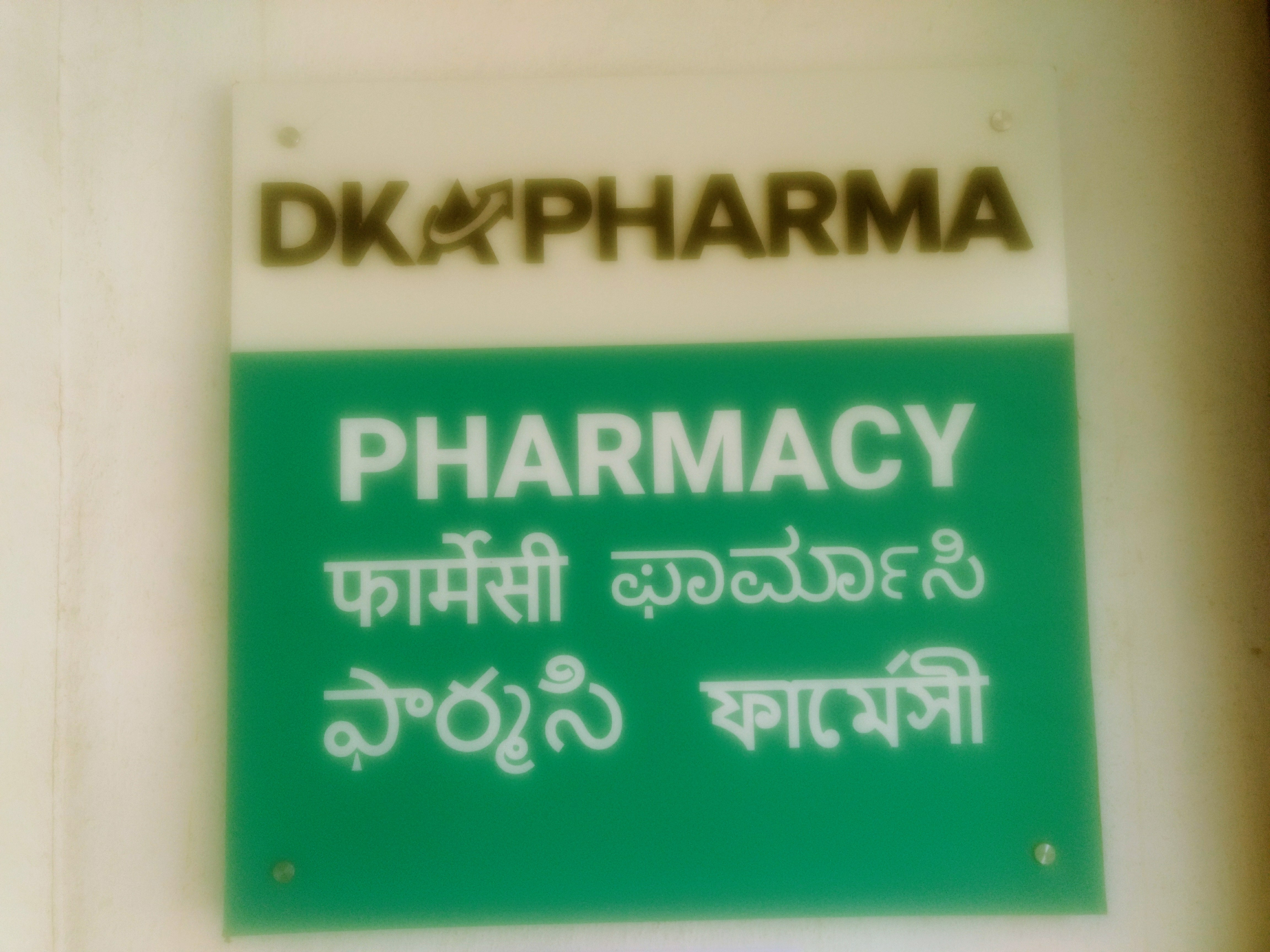
Mehrsprachige Schilder in Indien

Mehrsprachigkeit ist ein wesentlicher Bestandteil unserer Welt. Wenn man den Einfluss kultureller und sprachlicher Elemente des Lernens erkennt, kann dies die Kommunikation verbessern. Es ist wichtig, Raum für die Verarbeitung von Informationen in mehreren Sprachen zu schaffen. Lernende können Wissen von einer Sprache in eine andere übertragen und so ihr Verständnis verbessern.

## Translanguaging-Pädagogik
Die Translanguaging-Pädagogik erfordert, dass mehrsprachige Sprecher, die sich mit Translanguaging beschäftigen, nicht willkürlich zwischen Sprachsystemen wechseln, sondern dies mit Absicht und einem metakognitiven Verständnis der Funktionsweise ihrer Sprachpraktiken tun.
Befürwortern zufolge fördert Translanguaging ein tieferes Verständnis des Themas, indem in einer Sprache diskutiert und in einer anderen geschrieben wird. Schüler beziehen sich immer auf das, was sie bereits aus ihrer Erstsprache wissen, wenn sie mit einer Zweitsprache arbeiten. Dies hilft den Schülern, die Informationen zu verarbeiten und die Kommunikation in ihrer Zweitsprache zu verbessern. Als Translanguaging in einer zweisprachigen walisischen Klasse eingeführt wurde, bedeutete es, dass die Eingabe- und Ausgabesprachen häufig vertauscht wurden. In einem solchen Umfeld werden Schüler typischerweise gebeten, einen Text in einer Sprache zu lesen und ihn entweder mündlich oder schriftlich in ihrer Zweitsprache zu diskutieren. Im walisischen Unterricht wurden Walisisch und Englisch verwendet. Dies führte 2007 zu einem Anstieg der Walisischsprecher in den Grundschulen; 36,5 % der Schüler konnten Walisisch sprechen, verglichen mit 1987, als nur 24,6 % der Schüler Walisisch sprachen.
Das Ziel der Einbeziehung von Translanguaging als Aspekt der Zweitspracherwerbspädagogik besteht darin, bei den Unterrichtsstrategien für Zweitsprachen über Probleme auf Satzebene und Grammatik hinauszugehen und sich stärker auf Diskursfragen und die Rhetorik der Kommunikation zu konzentrieren. Die Schüler sollten sich auf die tatsächlichen Anwendungen der Sprache konzentrieren, die ihren Kommunikationszwecken und dem Kontext, in dem sie kommunizieren, entsprechen, und nicht auf eine Einheitsmethode des Sprachenlernens. Canagarajah entschied, dass Lehrer ihre Schüler dazu ermutigen sollten, in ihren Texten unterschiedliche Sprachen zu verwenden und ihnen zeigen sollten, wie sie dies effektiv tun können. Dazu untersuchte er die Aufsätze einer Studentin aus Saudi-Arabien und fand heraus, dass sie unterschiedliche Strategien anwandte, wie etwa den Kontext zu ändern, ihre eigene Stimme auszudrücken, mit anderen zu interagieren und ihre Texte zu strukturieren.
Einige Wissenschaftler, die im Bereich der Translanguaging-Pädagogik schreiben, plädieren für ein diversifiziertes Konzept der englischen Sprache, in dem die verschiedenen Varietäten des Englischen mit ihren eigenen Normen und Systemen existieren und alle den gleichen Status haben. Ein solches System soll es verschiedensten Gemeinschaften ermöglichen, effektiv auf Englisch zu kommunizieren. In diesem Konzept wird die englische Sprache als heterogene Weltsprache behandelt, in der Standardvarietäten des Englischen wie Indian English, Nigerian English und Trinidadian English den gleichen Status haben wie die orthodoxen Varietäten des Britischen und Amerikanischen. Die Stärkung nur einer Varietät des Englischen im akademischen Umfeld kann für die Studierenden nachteilig sein, da diese letztlich mit vielen verschiedenen Kommunikationskontexten in Berührung kommen und mit der fortschreitenden Digitalisierung der Gesellschaft viele dieser Kommunikationskontexte transnational sein werden.
Da Translanguaging in Bildungssystemen noch keine weithin anerkannte Sprachpraxis ist, wird es von Schülern oft heimlich praktiziert und vor den Lehrern geheim gehalten. Die Praxis des natürlichen Translanguaging ohne direkte pädagogische Anstrengung kann für Schüler zu Kompetenz- und Transferproblemen in akademischen Kontexten führen. Aus diesem Grund fordern Akademiker die Einbeziehung von Translanguaging in Spracherwerbsprogramme, da Schüler ihr Translanguaging in einer halbstrukturierten Umgebung üben müssen, um Sprachkompetenz und Sprachfertigkeiten in der Kommunikation in akademischen Kontexten zu erwerben. Wenn ihnen der entsprechende Kontext zum Üben gegeben wird, können Schüler vorherrschende Schreibkonventionen in ihre Sprachpraktiken integrieren und beim Translanguaging kritisch zwischen Sprachsystemen verhandeln. Damit Schüler beim Translanguaging in akademischen und anderen vielfältigen Kontexten erfolgreich sein können, müssen sie eine kritische metakognitive Wahrnehmung ihrer Sprachpraktiken entwickeln.

### Lehrer
Um Translanguaging im Unterricht einzusetzen, muss der Lehrer nicht zweisprachig sein; er muss jedoch ein Mitlernender sein. Einsprachige Lehrer, die mit zwei- oder mehrsprachigen Schülern arbeiten, können diese Unterrichtsmethode erfolgreich anwenden; sie müssen sich jedoch mehr auf die Schüler, deren Eltern, die Gemeinschaft, Texte und Technologie verlassen als der zweisprachige Lehrer, um den Lernprozess zu unterstützen und die vorhandenen Ressourcen der Schüler zu nutzen. Da Translanguaging die Legitimierung aller Varietäten ermöglicht, können Lehrer teilnehmen, indem sie offen für das Erlernen der Varietäten ihrer Schüler sind und Wörter aus unbekannten Sprachen in ihren eigenen Sprachgebrauch integrieren und so ihren Schülern als Modell dienen, um mit ihren nicht-muttersprachlichen Sprachen zu arbeiten.
Das traditionelle Verbot des Translanguaging in anspruchsvollen Schreibaufgaben kann mehrsprachige Schüler daran hindern, ihre Translanguaging-Fähigkeiten zu üben. Daher liegt es in der Verantwortung des Lehrers, den Schülern sichere Räume zum Üben und Entwickeln ihrer Translanguaging-Fähigkeiten zu bieten. Lehrer müssen die Translanguaging-Praktiken, die sie mit ihren Schülern anwenden, planen, so wie jede Unterrichtsstunde geplant werden muss, da Translanguaging nicht zufällig ist. Durch das Lesen zweisprachiger Autoren und Texte geben Lehrer den Schülern die Möglichkeit, zwei oder mehr Sprachen gemeinsam zu erleben und helfen den Kindern, die Sprachen zu vergleichen und gegenüberzustellen.
Wichtig ist, dass der Einsatz von Translanguaging im Unterricht den Schülern den Spracherwerb ohne direkte Einmischung oder Einflussnahme des Lehrers ermöglicht. Zwar müssen Lehrer kein Kompendium der in ihrem Unterricht geübten Sprachen oder Sprachvarietäten werden, sie müssen jedoch offen für die Arbeit mit diesen neuen Sprachen und Sprachvarietäten sein, um die Teilnahme der Schüler am Translanguaging zu fördern.
Sprachimmersionsprogramme können Translanguaging als Methode zur Transformation des Sprachenlernens einsetzen. Pädagogen können das Vorwissen der Schüler einbeziehen, um sie zur Zusammenarbeit und zum Aufbau von Verbindungen zu ermutigen. Gleichzeitig kann Translanguaging zu Hause umgesetzt werden, um Schülern aus mehrsprachigen Familien zu ermöglichen, Wörter aus einer anderen Sprache miteinander zu verbinden und so besser zu kommunizieren.

### Höhere Bildung
Viele Studenten werden Translanguaging in der Hochschulbildung nutzen, wenn sie eine Universität besuchen, an der ihre Muttersprache nicht die Unterrichtssprache ist. Die Studenten nutzen ihre mehreren Sprachen als Ressourcen für ihr Lernen und Verstehen von Themen und Ideen. Eine Umgebung mit mehreren gesprochenen Sprachen und verschiedenen Repertoires ermöglicht eine größere mehrsprachige Kompetenz in Themen, die in jeder verfügbaren Sprache unterrichtet und geprüft werden. Zwei- oder mehrsprachige Studenten in der Hochschulbildung, die in ihrer Muttersprache und der an ihrer Einrichtung verwendeten Unterrichtssprache studieren, werden untersucht, um zu bestimmen, wie die Grund- und Sekundarschulbildung reformiert werden kann. Dies schafft Raum für Diskussionen über Grund- und Sekundarschulsysteme und ihre Unterrichtssprache(n). Translanguaging in der Hochschulbildung wurde hauptsächlich in Nordamerika und im Vereinigten Königreich beobachtet. Es gibt bestimmte Länder, die mehrsprachige Richtlinien akzeptieren, wie etwa Indien. Orte wie die Vereinigten Arabischen Emirate akzeptieren jedoch nicht die Einführung von Sprachen in ihre Schulsysteme.

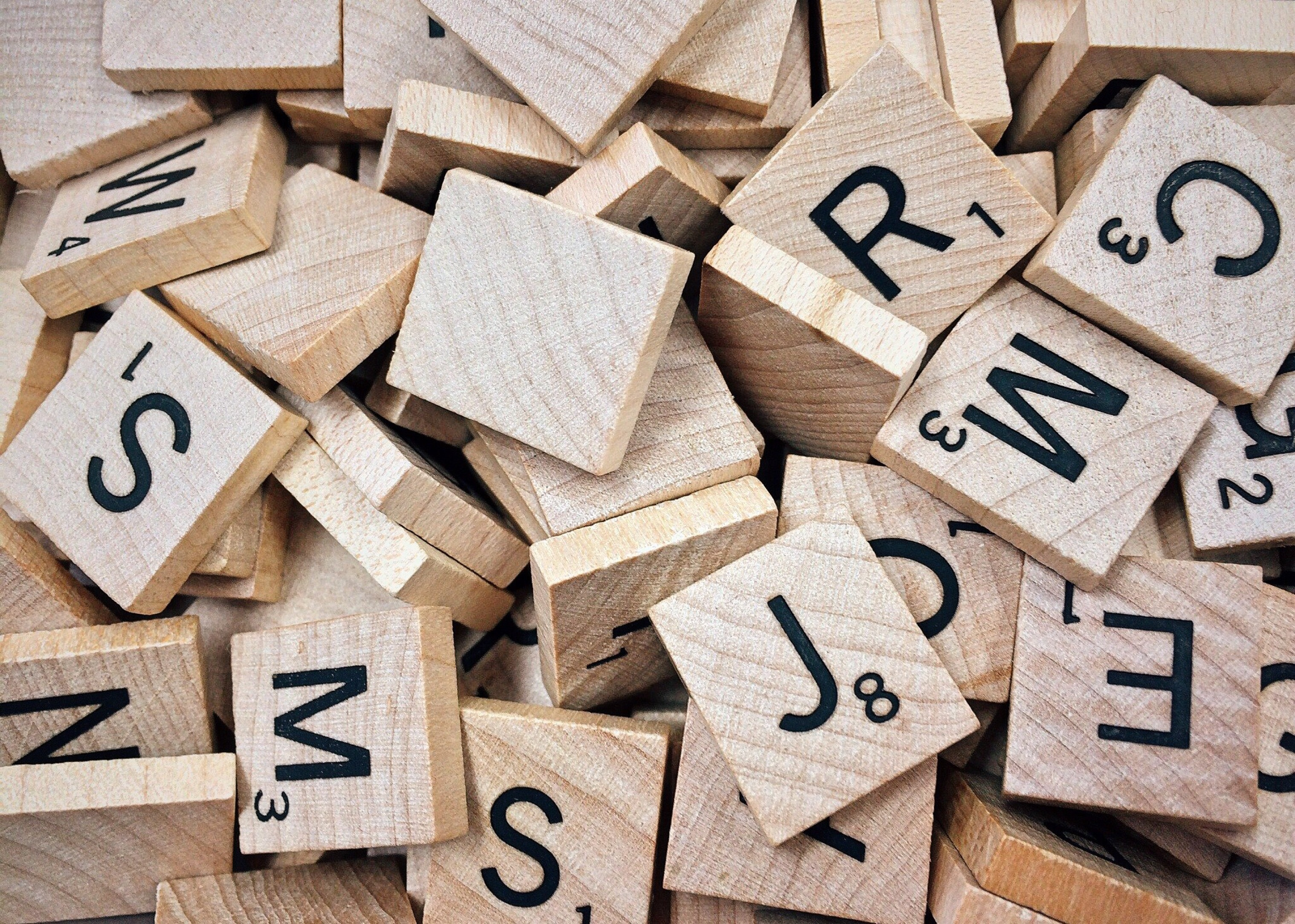
Verwendung von Ähnlichkeiten im Alphabet aus dem Englischen und Spanischen

### Sprachvergleiche
Grammatikalische Struktur, Aussprache und Wortstämme können in verschiedenen Sprachen sehr ähnlich sein, was das Verständnis durch den Vergleich der Sprachen untereinander erleichtert. Lernende können die Grammatikstruktur und die Laute neuer Sprachen mit bekannten Sprachen vergleichen und gegenüberstellen, um ihr Verständnis zu verbessern. Translanguaging kann auch lexikalische Fähigkeiten wie Wortbenennung und -anwendung verbessern, da einige verwandte Wörter das Verständnis und das morphologische Verständnis in verschiedenen Sprachen unterstützen. Beispielsweise ist "water" im Englischen ähnlich wie "water" im Niederländischen und "green" im Englischen ist wie "groen"  im Niederländischen. Diese ähnlichen Wörter finden sich nicht nur in Sprachen mit denselben Wurzeln wie Englisch und Niederländisch, sondern auch in Sprachen, die miteinander in Kontakt gekommen sind, wie Spanisch und Baskisch. Beispielsweise bedeuten "calle" im Spanischen und "kalea" im Baskischen beide "Straße". Indem Lehrer diese Verbindungen erkennen, können sie Schülern helfen, Sprachen leichter zu lernen.
Weitere Beispiele:
Englisch / Spanisch
solid-sólido
liquid-líquido
gas-gaseoso

### Translanguaging und kollaborative Übersetzung

Verwandte Wörter

Die Verwendung der Erstsprache zur Unterstützung der Zweitsprache kann in vielerlei Hinsicht von Vorteil sein. Lernende können ihr bisheriges Wissen mit ihrem neuen Wissen verknüpfen. Darüber hinaus kann Technologie die Entwicklung und das Verständnis mehrerer Sprachen basierend auf Lerntheorien und -strategien unterstützen. Dies kann auch die Visualisierung und Interaktion mit Grammatik, Aussprache und vielen anderen Sprachen gleichzeitig erleichtern. Laut Ofelia Garcia kann Translanguaging zur Bildung beitragen, indem es:
"Supporting students as they engage with and comprehend complex content and texts, providing opportunities for students to develop linguistic practices for academic contexts, making space for students’ bilingualism and ways of knowing, Supporting students’ bilingual identities and socioemotional development."
Auch kollaboratives Übersetzen kann zum Translanguaging beitragen, da mehrere Teilnehmer gleichzeitig im selben Dokument übersetzen können. Diese Technik ist von grundlegender Bedeutung, da die Lernenden alle Sprachkenntnisse, die sie aus ihrer ersten, zweiten oder dritten Sprache mitbringen, nutzen können, um ihr Wissen in mehreren Bereichen einzubringen und zu erweitern.

### Kultur und Identität
Die Umsetzung von Translanguaging kann dazu beitragen, das Kulturerbe zu bewahren. Lernende können Ähnlichkeiten zwischen zwei Sprachen erkennen, um das Verständnis beider Sprachen zu fördern. Dies kann ihnen helfen, ihre Muttersprache besser zu verstehen und zu bewahren.
García und Li bestätigen, dass Translanguaging Schülern mit unterschiedlichem Hintergrund hilft, ihre Identität zu verstehen und auszudrücken. Zweisprachige Menschen verfügen über komplexe Sprachkenntnisse, die sich ändern können, und Translanguaging hilft ihnen, mehrere Identitäten zu zeigen, nicht nur die einer einzigen Sprache. Translanguaging offenbart neue Möglichkeiten des Sprachgebrauchs, die die Komplexität der Kommunikation zwischen Menschen mit unterschiedlichem Hintergrund verdeutlichen. Dies löst sich von festen, an bestimmte Länder gebundenen Sprachidentitäten.